# Куркопа (село)
Куркопа (каз. Құрқопа) — село в Осакаровском районе Карагандинской области Казахстана. Входит в состав Маржанкольского сельского округа. Код КАТО — 355653200.

## Население
В 1999 году население села составляло 151 человек (73 мужчины и 78 женщин). По данным переписи 2009 года, в селе проживали 73 человека (37 мужчин и 36 женщин).